# Bürtel

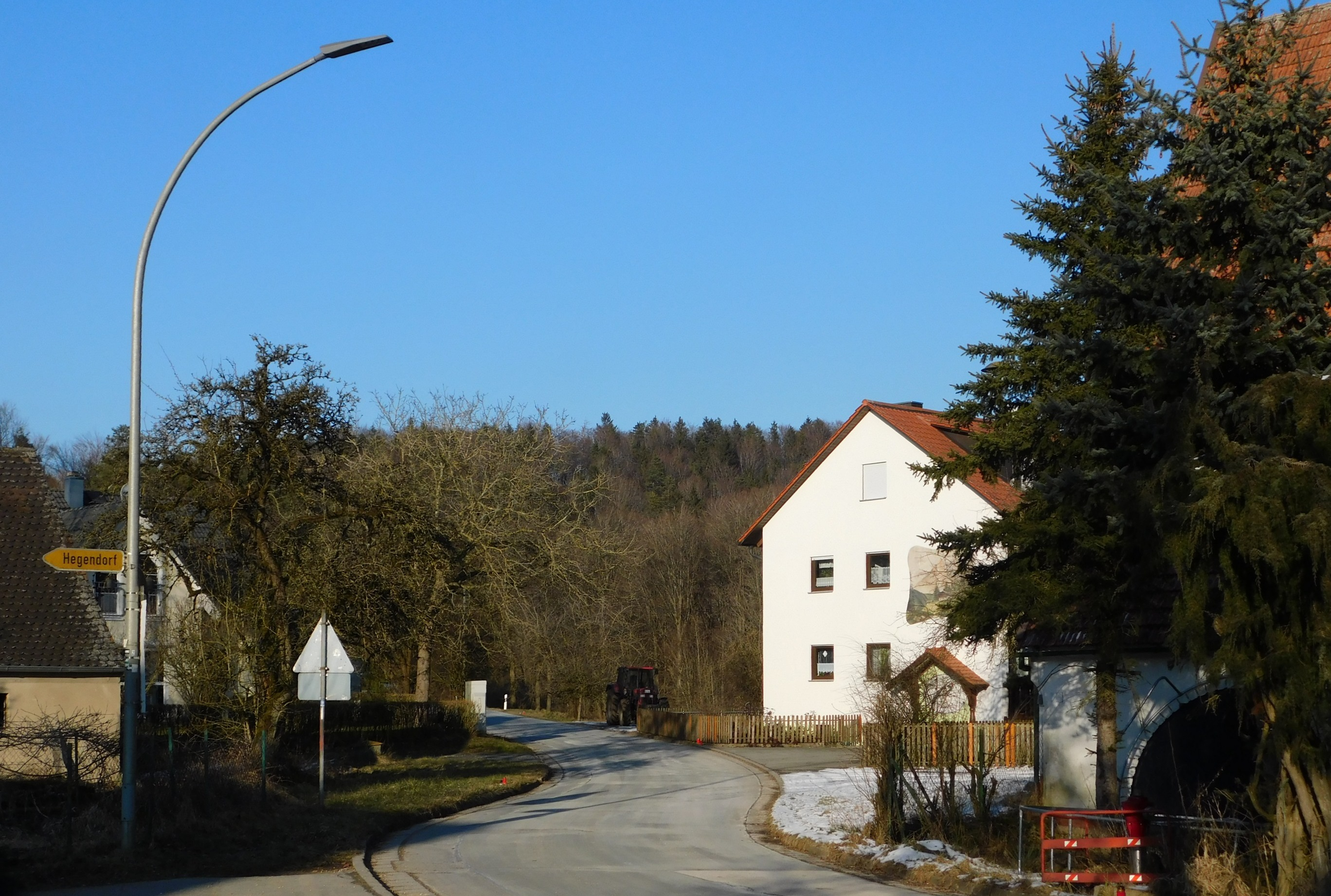
Ortsmitte von Bürtel

Bürtel ist ein zu Pommelsbrunn gehörender kleiner Ort, der auf einer Hochfläche der Mittleren Frankenalb liegt.

## Lage
Der Weiler ist ein Gemeindeteil der Gemeinde Pommelsbrunn im Landkreis Nürnberger Land (Mittelfranken, Bayern) und liegt im Norden der Gemeinde auf einer Hochfläche rund 540 Meter über dem Meeresspiegel. Bürtel liegt in der Gemarkung Hubmersberg.

## Geschichte
Im baierischen Urbar aus der Zeit um 1275 wird der Ort als „Purator“ bezeichnet. Der Ortsname wandelte sich im Laufe der Jahrhunderte von „Burgtor“ über „Pürckthal“ zu „Pürtel“ und geht wohl auf das Wort Burgstall zurück. Tatsächlich befindet sich etwa 500 Meter nach dem Ortsausgang von Bürtel ein Burgstall an der Gemeindeverbindungsstraße zu Heuchling. Diese Turmhügel Purkstal genannte Anlage besteht heute nur noch aus einem schwer erkennbaren Turmhügel. Beim Bau der Gemeindeverbindungsstraße wurde der Hügel beschädigt. Wer auf dieser erst im Jahr 2006 entdeckten Turmhügelburg saß, ist unbekannt, sie wird urkundlich nicht erwähnt. Vermutlich war es der Sitz von Ministerialen der Schenken von Reicheneck von der nahen Burg Reicheneck.
Um 1275 gehörte Bürtel zu den Besitzungen des Klosters Bergen bei Neuburg an der Donau. Infolge des Landshuter Erbfolgekrieges von 1504/05 gehörte ein Teil des Ortes zwischen 1505 und 1806 zur Reichsstadt Nürnberg der andere zum Kurfürstentum Baiern bzw. später Kurfürstentum Pfalz-Baiern. Der nürnbergische Teil des Ortes wurde vom Pflegamt Hersbruck verwaltet, das sowohl die Hochgerichtsbarkeit, als auch die Dorf- und Gemeindeherrschaft über den Ort ausübte. Nachdem der gesamte Ort 1806 an das Königreich Bayern gelangte, gehörte Bürtel zunächst zur Gemeinde Etzelwang und ab 1821 zur Gemeinde Schmidtstadt in der Oberpfalz. Bei der Errichtung der Pfarrei Pommelsbrunn im Jahr 1526 wurde Bürtel sprengelmäßig dazugerechnet. Seit der großen Gebietsreform in Bayern in den 1970er Jahren zählt Bürtel auch politisch zu Pommelsbrunn und somit zu Mittelfranken.

## Kultur und Sehenswürdigkeiten

### Baudenkmäler

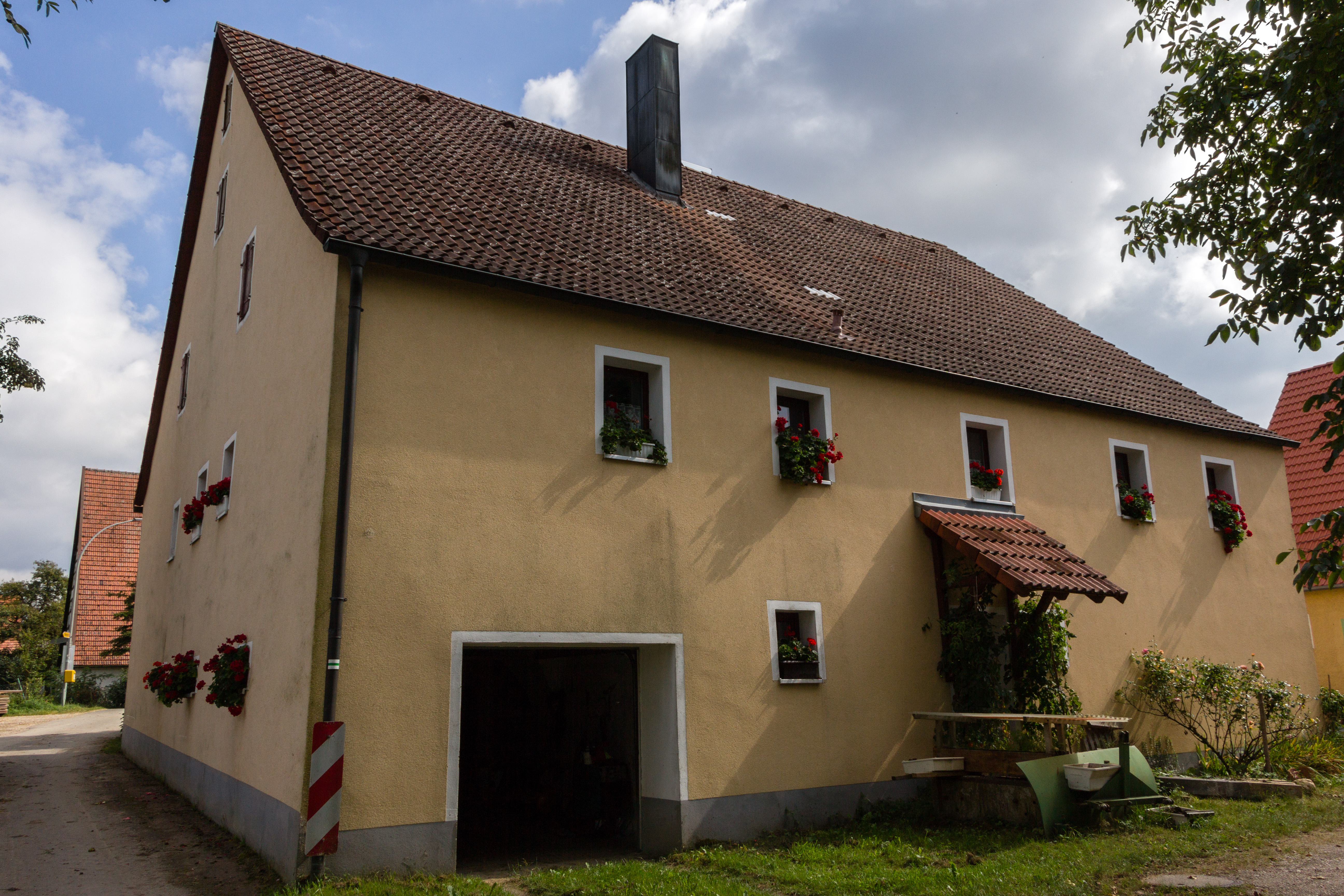
Wohnstallhaus in Bürtel

Im Ort befinden sich einige sehenswerte denkmalgeschützte Bauwerke. 

### Sehenswürdigkeiten
- Turmhügel Purkstal